# 헤더 매카트니
헤더 루이스 매카트니(이전성 씨(See), 영어: Heather Louise McCartney, 1962년 12월 31일 ~ )는 린다 매카트니의 딸이자 폴 매카트니의 양딸인 미국계 영국인 도예가이자 예술가이다.